# William Boyce
William Boyce, angleški skladatelj in organist, * september 1711, London, † 7. februar 1779, Kensington (London).
William Boyce velja za enega največjih (avtohtonih) angleških skladateljev 18. stoletja. V mladosti je pel v zboru katedrale sv. Pavla in organist te veličastne cerkve. Maurice Greene je postal njegov učitelj in zvest prijatelj. Leta 1735 je dobil mesto organista v Oxfordski kapeli v Londonu, postal je skladatelj kraljevske kapele, leta 1755 pa mu je kralj podelil naslov »Master of King's Music«. Boycu je kmalu začel pešati sluh; nazadnje ni mogel več opravljati službe organista, zato so mu zaupali urejanje notnega arhiva katedrale sv. Pavla. Po njegovi zaslugi se je ohranilo mnogo dragocenih del angleških renesančnih in baročnih mojstrov.  
Boyceova najbolj znana dela so poleg velikega števila nabožnih del zbirke 8 simfonij, 9 u-vertur, cikel triosonat, dve odi na čast sv. Ceciliji in odrska glasba za Shakespeareove drame Vihar, Cymbelin, Zimska pravljica ter Romeo in Julija. Boyce je ustvarjal v okvirih baročnega sloga. Mogel se je izogniti vplivu Georga Friedricha Händla, njegovi glasbi pa se pozna tudi, da je proučeval in cenil glasbo svojih predhodnikov. 

## Pomembnejša dela
- 12 triosonat
- 2 concerta grossa
- 12 uvertur
- 8 simfonij
- Ode (Oda za rojstni dan Jurija III, Kraljevska oda za Novo leto, Oda za dan sv. Cecilije, Pindarjeva oda)
- Himne
- Oratorij (Davidova tožba za Savlom in Jono)
- Glasbene drame in opere (The Chaplet, The Shepherd's Lottery, Corydon and Miranda, Peleus and Thetis)